# Абрахамсон, Евфросина
Евфросина Абрахамсон (швед. Eufrosyne Abrahamson; урождённая Леман; 24 марта 1836 года, Стокгольм — 7 февраля 1869 года) — шведская певица (сопрано), член Шведской королевской музыкальной академии.

## Биография
Евфросина Абрахамсон родилась 24 марта 1836 года в Стокгольме. Абрахамсон была дочерью еврейских родителей, купца Джона Лемана (John Leman) и его жены Эммы Якобсон (Emma Jacobson). В своё время художник Эрнст Юсефсон нарисовал известный портрет её сестры, Жаннет Рубенсон.

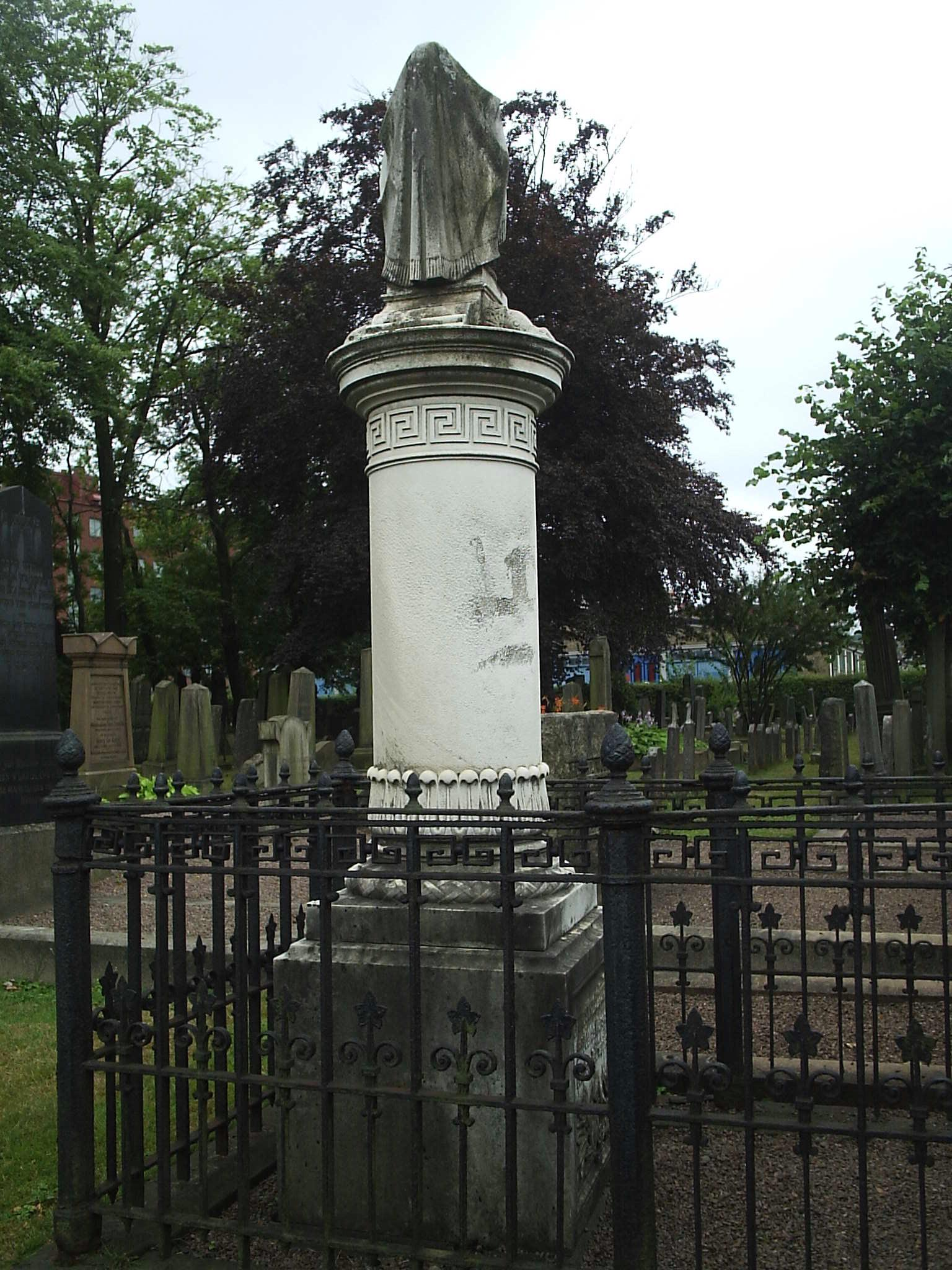
Надгробный памятник Евфросине Абрахамсон на еврейском кладбище в Свинге, Гётеборг

С 1852 по 1855 год Евфросина Абрахамсон училась пению у оперного певца Джулиуса Гюнтера (Julius Günther).
В мае 1855 года успешно дебютировала в роли Панимы в опере Вольфганга Амадея Моцарта Волшебная флейта. Затем она продолжила учёбу в Париже у французского тенора Дюпре Жильбера. Позднее она заключила контракт на выступления в Королевском театре (Мадрид) и дебютировала там в сентябре 1858 года в роли Эльвиры в опере Джузеппе Верди «Эрнани». В 1859 году Абрахамсон выступала в Вене в опере Беллини «Норма».
4 октября 1859 года Евфросина Абрахамсон вышла замуж за бизнесмена Августа Абрахамсона, и на этом закончилась её карьера оперной певицы. В дальнейшем она занималась благотворительной деятельностью, в пригороде Гётеборга основала небольшую ремесленную школу для местных детей.
В 1868 году Евфросина Абрахамсон была избрана членом Шведской королевской музыкальной академии.
7 февраля 1869 года Евфросина Абрахамсон скончалась в Готенбурге после непродолжительной болезни в возрасте 32 лет.
Муж певицы, Август Абрахамсон, в память о ней передал Шведской музыкальной академии в Стокгольме в «благотворительный фонд г-жи Ефросины Абрахамсон» сумму в 25 000 крон на именные стипендии студентам Шведской консерватории, которые занимаются вокалом.